# Ly Mizan
Bản mẫu:Cambodian name
Ly Mizan (tiếng Khmer: លី មីហ្សាន sinh ngày 16 tháng 8 năm 1993) là một cầu thủ bóng đá người Campuchia thi đấu ở vị trí tiền vệ cho Boeung Ket Angkor và Đội tuyển bóng đá quốc gia Campuchia.

## Sự nghiệp quốc tế
Anh có màn ra mắt trong trận giao hữu trước Đội tuyển bóng đá quốc gia Ả Rập Xê Út vào ngày 14 tháng 1 năm 2017